# Émile Maitrot
Pour les articles homonymes, voir Maitrot.
Émile Arsène Clément Pierre Maitrot, né le 2 juillet 1882 à Meurville et mort pour la France le 14 septembre 1916 à Lihons dans la Somme est un coureur cycliste, professeur de culture physique, arbitre et organisateur de match de boxe français.

## Biographie
Maitrot est né en 1882 d’un père commis des postes et des télégraphes et d’une mère « sans profession »
Maitrot s'adonne tout jeune aux exercices physiques. Il débute à l'École de Culture physique d'Edmond Desbonnet de Lille à l'âge de quinze ans. Sa vigoureuse constitution et son goût pour les exercices lui font accomplir de rapides progrès. Formé complètement par la culture physique, il s'adonne ensuite au vélo. Il est de bonne heure champion régional d'à peu près tous les sports : en natation, en course, en cyclisme...
En 1901, il remporte le championnat du monde de vitesse amateurs à Berlin. Très éclectique en matière sportive, Émile Maitrot se met à la lutte gréco-romaine, puis aux poids et haltères : grâce à sa force colossale, il approche de très près les records du monde et devient recordman du monde amateurs en 1908. Il s’entraîne, au gymnase Christmann, 57 rue du Faubourg-Saint-Denis.
Il co-dirige une salle de culture physique, avec le docteur Ruffier, intitulée L’école de la culture physique. Il dirige ensuite une école de culture physique et de boxe : L'Académie  Maitrot, au 1 rue de Saint-Pétersbourg, au 104 rue de Richelieu en 1912, puis 5 rue Vivienne en 1914, Maitrot y propose des séances de culture physique très imprégnée de la méthode de Georges Hébert, aucun boxeur de marque ne peut passer à Paris, sans s'arrêter chez lui pour y parfaire son entraînement, Georges Carpentier notamment.
Maitrot arbitre les combats de boxe d'une façon appréciée. Il arbitre des matchs importants, à Paris, comme Joe Jeannette vs Sam Mac Vea, le 11 décembre 1909 et Sam Langford vs. Sam Mac Vea le 1er avril 1911.
En mai 1910, un match de boxe met en présence Bob Scanlon et Harry Lewis, à la salle Wagram. Les soigneurs sont Lipp pour Harry Lewis et Sam Mac Vea pour Bob Scanlon. Les deux adversaires engagent le combat. Bien vite Scanlon se rend compte que Lewis lui est nettement supérieur. Alors, afin de parer au knock-out qui lui paraît inévitable, il cherche à se faire disqualifier et, pour cela, se met à donner des coups de tête et frappe plus bas que la ceinture. Mais Lewis lui rend la pareille et c'est une belle bagarre. Maitrot sépare les adversaires mais Lipp et Sam Mac Vea sous couvert de défendre leur poulain respectif en viennent aux mains. Voyant que cela tourne vraiment mal, Maitrot, marchant droit sur Sam Mac Vea, le soulève dans ses bras puissants, le colle sur sa poitrine herculéenne et l'immobilise complètement tandis que Mac Vea furieux écume de se voir lui, boxeur champion du monde, réduit à zéro par un arbitre qui n'est pas même boxeur.
Il est le directeur sportif du « Premierland », une salle de boxe, dirigée par Philippe Roth, ouverte en novembre 1911, à Paris,. Roth et Maîtrot ouvrent le « Palais de la boxe », le 10 décembre 1912, à l'angle du 60 boulevard de Sébastopol et du 8 rue aux Ours, au 2e étage du Palais des fêtes de Paris.
Il est vice-président, lors de la constitution, en 1912, de la Fédération française des boxeurs professionnels, vice-président de la commission des organisateurs de boxe professionnelle au sein de la fédération française de boxe.
Maitrot se marie le 5 août 1913, à Maisons-Laffitte, avec une américaine nommée Alice Wilson. Les témoins du mariage sont : Jean Nouguès, compositeur de musique ; Jules Griunbach, négociant ; Abbie Kaffenburgh, directeur de théâtre et Alfred Wynn, banquier. La présence de ces derniers témoigne de l’ascension sociale de Maitrot, issu d’un milieu populaire.
Émile Maitrot est mobilisé depuis le début de la première Guerre mondiale, parti simple soldat de deuxième classe : attaché comme cycliste à un escadron du train des équipages, il passe au 208e régiment d'infanterie. Trois fois blessé, il gagne successivement ses galons de caporal et de sergent. En plus de la médaille militaire et de la croix de guerre, il est proposé pour le grade de sous-lieutenant avec la citation suivante :
« Le Sergent Emile Maitrot, appelé par son capitaine grièvement blessé et tombé devant les fils de fer de la tranchée ennemie, l'a rapporté à la tranchée de départ; puis, par quatre fois, méprisant le danger, malgré le feu violent des mitrailleuses, est retourne vers la tranchée ennemie pour rassembler les éléments épars de la compagnie, sans commandement, tous les officiers ayant été tués ou blessés, et les ramenant en ordre à la tranchée de départ. »
— citation à l'ordre de l'armée
 Parvenu au grade de sous-lieutenant, il est décoré de la Légion d'honneur sur le champ de bataille. Il meurt dans une tranchée de première ligne, lors de la bataille de la Somme, alors qu'il dirige les feux de sa mitrailleuse sur une attaque allemande, le 13 septembre 1916.

## Palmarès en cyclisme
- 1901
  -  Champion du monde de vitesse amateurs
  - Grand Prix de la République , vitesse amateur

## Décorations françaises
- Chevalier de la Légion d'honneur
- Médaille militaire
- Croix de guerre 1914–1918, palme de bronze

## Hommage
- Prix Émile Maitrot, épreuve de vitesse, cyclisme sur piste
- Challenge Émile Maitrot, boxe
- Médaillon sur le monument aux morts au Vélodrome Buffalo[18].